# Cecil B. DeMille Award

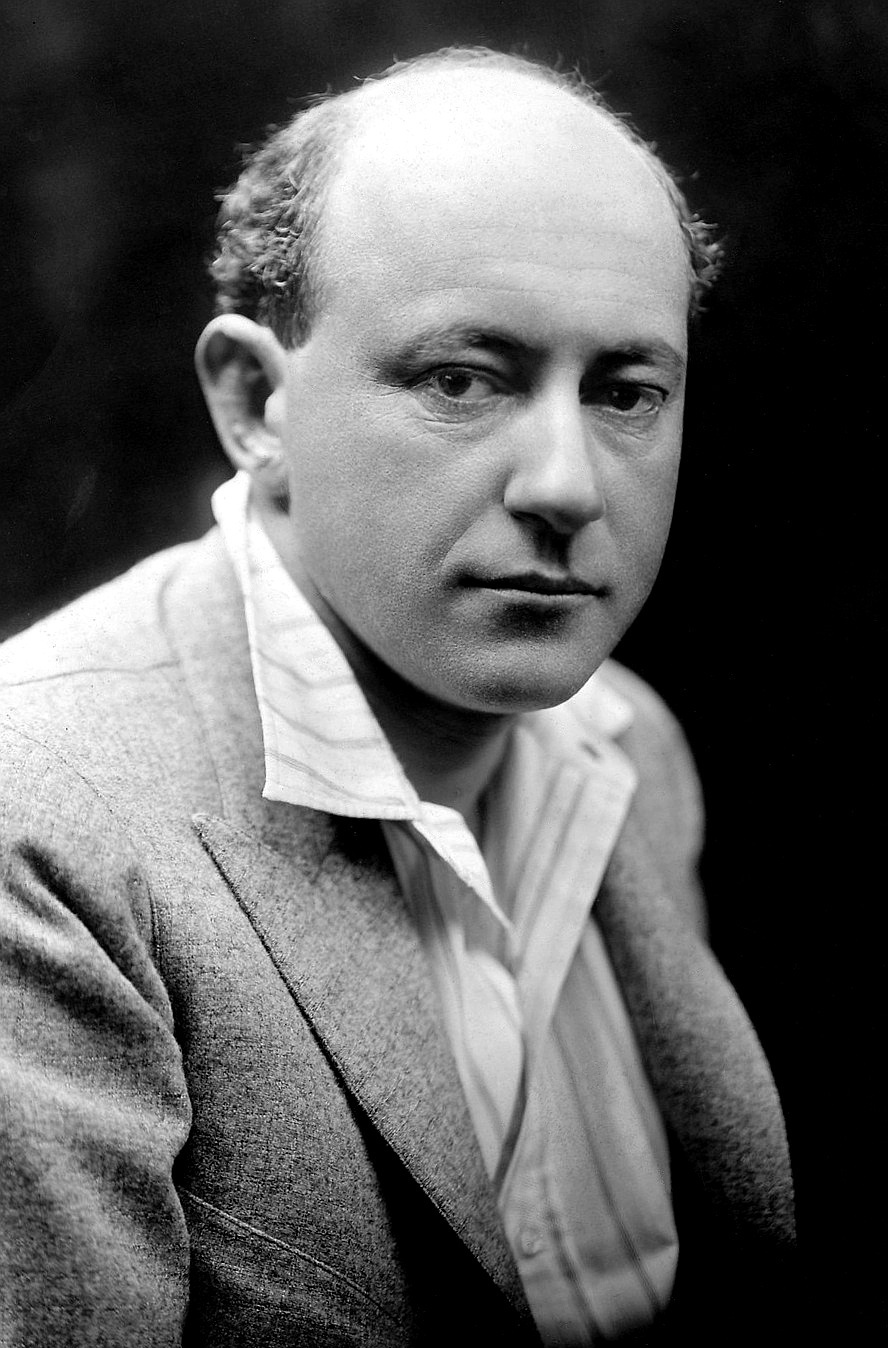
Namensgeber und erster Preisträger: Cecil B. DeMille

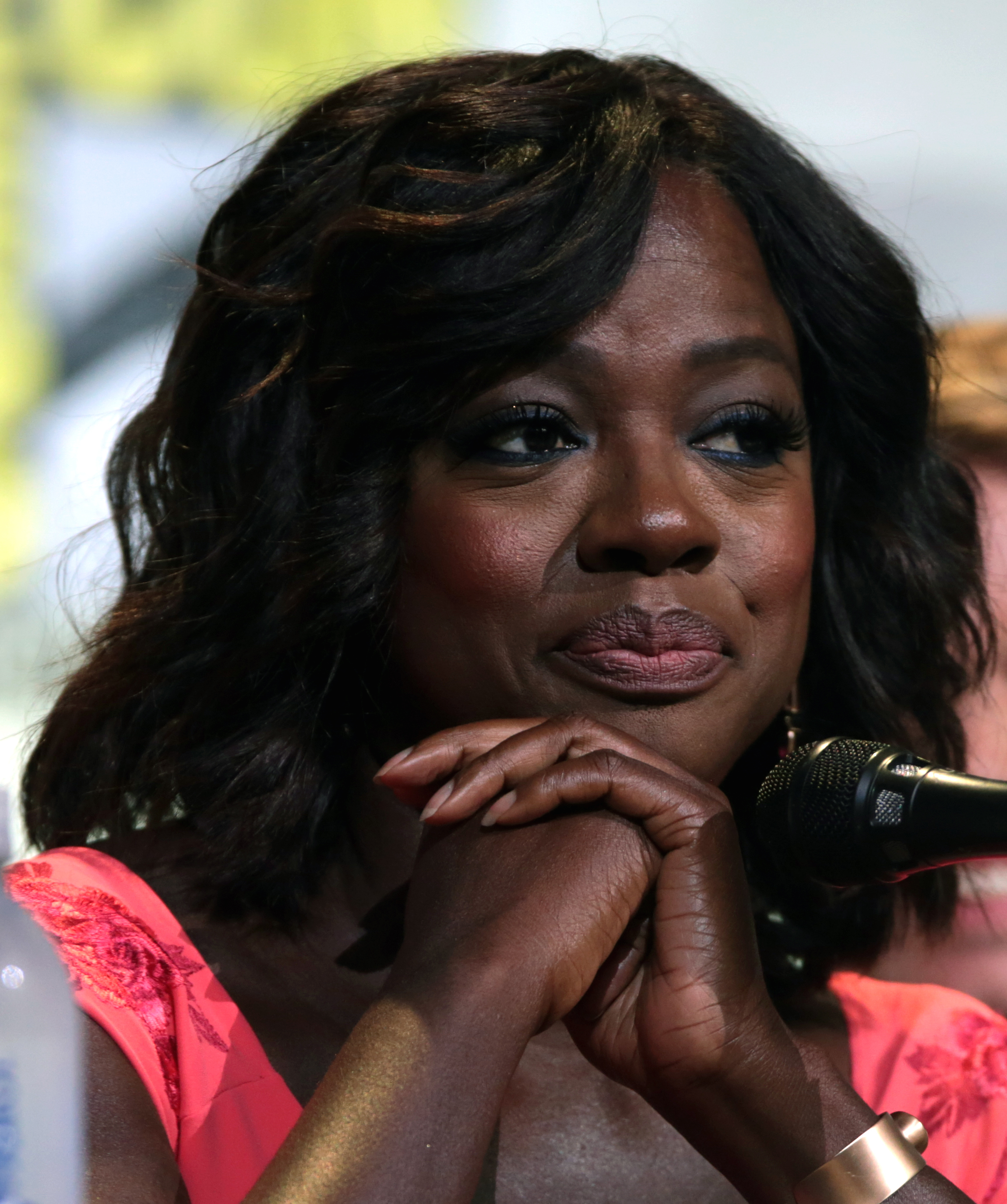
Preisträgerin 2025: Viola Davis

Der Cecil B. DeMille Award wird seit 1952 von der Hollywood Foreign Press Association (HFPA) als Anerkennung für das Lebenswerk eines Filmschaffenden verliehen (an Fernsehschaffende wird seit 2019 der Carol Burnett Award vergeben). Jedes Jahr wird der Preisträger während der Verleihung des Golden Globes bekannt gegeben und bei der anschließenden Preisverleihung geehrt. Der Name der Auszeichnung erinnert an den Filmregisseur und ersten Preisträger Cecil B. DeMille.

## Preisträger

### 1950er-Jahre
- 1952: Cecil B. DeMille
- 1953: Walt Disney
- 1954: Darryl F. Zanuck
- 1955: Jean Hersholt
- 1956: Jack L. Warner
- 1957: Mervyn LeRoy
- 1958: Buddy Adler
- 1959: Maurice Chevalier

### 1960er-Jahre
- 1960: Bing Crosby
- 1961: Fred Astaire
- 1962: Judy Garland
- 1963: Bob Hope
- 1964: Joseph E. Levine
- 1965: James Stewart
- 1966: John Wayne
- 1967: Charlton Heston
- 1968: Kirk Douglas
- 1969: Gregory Peck

### 1970er-Jahre
- 1970: Joan Crawford
- 1971: Frank Sinatra
- 1972: Alfred Hitchcock
- 1973: Samuel Goldwyn
- 1974: Bette Davis
- 1975: Hal B. Wallis
- 1976: Kein Preisträger
- 1977: Walter Mirisch
- 1978: Red Skelton
- 1979: Lucille Ball

### 1980er-Jahre
- 1980: Henry Fonda
- 1981: Gene Kelly
- 1982: Sidney Poitier
- 1983: Laurence Olivier
- 1984: Paul Newman
- 1985: Elizabeth Taylor
- 1986: Barbara Stanwyck
- 1987: Anthony Quinn
- 1988: Clint Eastwood
- 1989: Doris Day

### 1990er-Jahre
- 1990: Audrey Hepburn
- 1991: Jack Lemmon
- 1992: Robert Mitchum
- 1993: Lauren Bacall
- 1994: Robert Redford
- 1995: Sophia Loren
- 1996: Sean Connery
- 1997: Dustin Hoffman
- 1998: Shirley MacLaine
- 1999: Jack Nicholson

### 2000er-Jahre
- 2000: Barbra Streisand
- 2001: Al Pacino
- 2002: Harrison Ford
- 2003: Gene Hackman
- 2004: Michael Douglas
- 2005: Robin Williams
- 2006: Anthony Hopkins
- 2007: Warren Beatty
- 2008: Steven Spielberg, Verleihung 2009
- 2009: kein Preisträger

### 2010er-Jahre
- 2010: Martin Scorsese
- 2011: Robert De Niro
- 2012: Morgan Freeman
- 2013: Jodie Foster
- 2014: Woody Allen
- 2015: George Clooney
- 2016: Denzel Washington
- 2017: Meryl Streep[2]
- 2018: Oprah Winfrey
- 2019: Jeff Bridges[3]

### 2020er-Jahre
- 2020: Tom Hanks
- 2021: Jane Fonda
- 2022: Preis nicht vergeben
- 2023: Eddie Murphy[4]
- 2024: Preis nicht vergeben
- 2025: Viola Davis